# Pedro Ruiz de Moros
Pedro Ruiz de Moros, más conocido en polaco como Piotr Roizjusz (Alcañiz, Teruel, c. 1515 - Vilna, Mancomunidad de Polonia-Lituania, 22 de marzo de 1571) fue un poeta neolatino y humanista español. 

## Biografía
De ascendencia conversa, cursó sus primeros estudios de Humanidades con Juan Sobrarias, célebre erudito alcañizano. Posteriormente se formó en Derecho en la Universidad de Lérida, donde fue ordenado diácono, para más tarde viajar a Padua y Bolonia en Italia con el fin de completar estudios de jurisprudencia. En la Universidad de Bolonia tuvo como maestro a Andrea Alciato y conoció a Antonio Agustín, llegando a ejercer como profesor en la facultad boloñesa.
Debido a la amistad con su amigo Marcin Kromer, gran parte de su vida la pasó en Polonia y los países bálticos, donde llegó a ejercer como catedrático de la Universidad de Cracovia y alcanzar el arciprestazgo en Vilna, ciudad de la entonces corte polaco-lituana. Posteriormente recibió el título de Protonotario apostólico, Conde palatino, y miembro del Supremo Consejo de Lituania.
Tuvo como discípulos a Estanislao Craucovio, obispo de Uladislau y a Juan Prerembio, Arzobispo de Guesue. También asesoró a Felipe Paduevio, arzobispo de Cracovia.

## Obra
Como jurista escribió Decissiones de rebus in sacro auditorio lituanico ex appellatione judicatis, publicado en Vilna en 1562. Pero sobre todo fue un excelente poeta en latín y destacó por su ingenio y por las figuras retóricas de dicción en numerosos géneros breves, como epitalamios, epitafios, sátiras o epigramas. Entre sus obras poéticas extensas destacan:
- Carmen consolatorium, 1553.
- Chialistichon Cracovie Lazarus Andreae excussit, 1557 Vilna.
- Carmen funebre in obitu Illustrissimi Joannis Canitis Tarnovii Ad Illustrissimun Joannen Christophorum filium, 1561 Cracovia.
- Dantiscana, 1570.